# 主天使

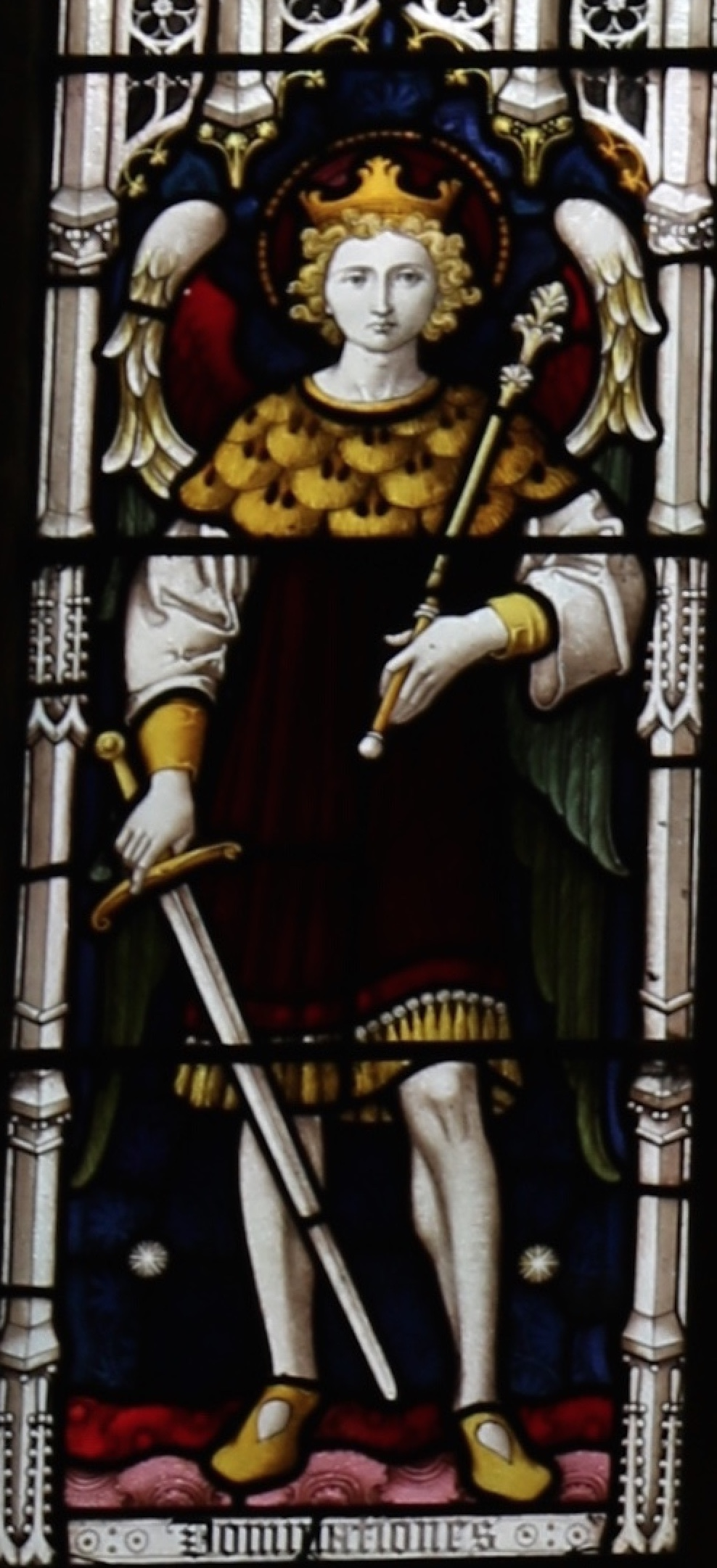
主天使，彩繪玻璃窗，位於英格蘭索莫頓 (索美塞特郡)的聖米迦勒暨諸天使堂 (索莫頓)。

主天使（以上均為複數形式）見於哥羅森書一章16節及厄弗所書一章21節，天主教譯作宰制者或宰制天使，基督新教譯作主治的，東正教譯作統權天使；是中古时代基督教神学所描述的天使等级中的一种，该天使属于第二级第一等，所执掌的工作为“管理天使的工作”，亦即管理更下层级天使，以及上帝及上级天使的命令，来管理宇宙的秩序。
主天使也有被译为“权天使”的情况，与第三级第一等同名。